# Penelope Wilton
Penelope Alice Wilton, OBE, angleška filmska, televizijska in gledališka igralka, * 3. junij 1946, Scarborough, North Yorkshire, Anglija, Velika Britanija.